# Christian Holmén
Christian Holmén, född 1967, är journalist och författare, som sedan juni 1994 arbetar på Expressen.
Christian Holmén är sedan 2006 chef for tidningens redaktion för undersökande journalistik, Expressens grävgrupp.
Han är en av landets mest prisbelönta reportrar, har vunnit Grävande journalisters utmärkelse Guldspaden fem gånger:  2005 för boken Tre bröder  (tillsammans med Dick Sundevall), för affären som tvingade dåvarande näringsminister Maria Borelius att avgå (2006) och för avslöjandet av de falska Brilloboxarna på Moderna museet tillsammans med kollegerna Mikael Ölander och Leo Lagercrantz (2007). 2012 vann han Guldspaden tillsammans med kollegan David Baas för avslöjandet av den så kallade Järnrörsskandalen som tvingade en rad ledande Sverigedemokratiska politiker att avgå. 2013 vann Holmén och Baas Guldspaden för att tillsammans med Researchgruppen ha identifierat och avslöjat en lång rad SD-politiker som dolda bakom anonyma alias spred rasistiskt och kvinnoförnedrande näthat. Avslöjandena tvingade sammanlagt ett 30-tal SD-politiker att lämna sina uppdrag.
Andra uppmärksammade avslöjanden innefattar fyndet av den så kallade Mockfjärdsrevolvern som Holmén och hans inhyrda dykarteam hösten 2006 hittade i Djursjön i Dalarna. Rikskriminalens Palmegrupp hade då lagt många år på att hitta vapnet som ansågs ytterst intressant i utredningen av mordet på Olof Palme.
Christian Holmén ledde i sin roll som grävchef på Expressen också arbetet med avslöjandet av författaren och journalisten Jan Guillous förflutna som avlönad agent för den sovjetiska säkerhetstjänsten KGB, ett avslöjande som belönades med Guldspaden för reportrarna Micke Ölander och Mikael Hylin.
Holmén har nominerats till Stora journalistpriset tre gånger för olika avslöjanden (Brilloboxarna 2007, Järnrörsskandalen 2012 och Avpixlat-avslöjandena 2013). Han mottog 2009 Per Wendel-priset som Årets nyhetsjournalist (tillsammans med Micke Ölander). Han belönades med föreningen Grävande journalisters arbetsledarpris Gyllene dynamon 2012.
Christian Holmén har de senaste åren rankats som en av landets mest inflytelserika inom den undersökande journalistiken av Föreningen Grävande journalisters tidskrift Scoop.
Holmén kommer ursprungligen från Åland, där han tidigare arbetat på lokaltidningarna Åland och Nya Åland. Han bor i Bromma i Stockholm. Christian Holmén är gift med Viveka Hansson–Holmén, programdirektör för nyheter och samhälle på TV4.